# Antoine-Alexis Cadet de Vaux
Pour les articles homonymes, voir Cadet et Vaux.
Antoine-Alexis Cadet de Vaux, né à Paris en 1743, mort à Nogent-les-Vierges (actuellement Nogent-sur-Oise) (Oise) en 1828, est un chimiste et pharmacien français.

## Biographie

Un densimètre.

Il tint d'abord une pharmacie, puis la quitta pour se livrer à des recherches scientifiques et philanthropiques. Il s'occupa surtout, de concert avec Antoine Parmentier, d'expériences et de publications relatives à la salubrité publique, à la culture des vins, aux aliments économiques. Il fut l'ami de Benjamin Franklin lors de son séjour en France en tant qu'ambassadeur des États-Unis.
Il fonda en 1777 le Journal de Paris, qui prospéra longtemps entre ses mains. Il fut membre de la Société académique des Sciences, et membre de la Société royale d’agriculture de Paris à partir de 1787.
Inspecteur de la salubrité, il s'occupa de l'assainissement des prisons et des hôpitaux, des fosses d'aisances ou encore de la suppression des cimetières dans Paris.
Il est le frère de Louis Claude Cadet de Gassicourt.
L’un de ses trois fils, Benjamin, après avoir été porcelainier, rue de Crussol à Paris 11e, sera « commissaire du roi près la municipalité d’Alger » au début de la conquête de l’Algérie.
Ses deux autres fils furent Charles-Antoine et Marcellin.
Il a donné son nom à un château et un parc de Franconville-la-Garenne, dans le Val-d'Oise.

## Publications
- Instruction sur l'art de faire les vins, d'après la doctrine de Chaptal sur Gallica.
- Traité sur le blanchiment à la vapeur
- Observations sur les fosses d'aisance, Paris, 1778
- Instruction sur l'art de faire le vin, Paris: Agasse, 1800 ; dt. Anweisung zu der Kunst Wein zu bereiten, Frankfurt am Main : Guilhauman, 1802
- Mémoire sur la peinture au lait [lu à la séance du 2 messidor an IX de la Société académique des sciences], Paris : Ve Panckoucke, 1801, in-8°, 14 p. ; Paris : au bureau du Journal d’économie rurale et domestique, 1804, in-8°, 31 p.[1]
- Avis sur les moyens de diminuer l'insalubrité des habitations après les inondations, Paris, 1802
- Mémoire sur la gélatine des os et son application à l'économie alimentaire, Paris : Xhrouet, 1803 ; dt. Die Gallerte aus Knochen ein angenehmes, wohlfeiles u. kraeftiges Nahrungsmittel deren leichte Bereitung in allen Haushaltungen und Hospitaelern, und deren Wichtigkeit für Kranke und Arme, Frankfurt am Main : Varrentrapp & Wenner, 1803
- Dissertation sur le café. Son historique, ses propriétés, et le procédé pour en obtenir la boisson la plus agréable, la plus salutaire et la plus économique., 1806
- Il participe au Cours complet d’agriculture pratique, d’économie rurale et domestique, et de Médecine vétérinaire, éd. de 1808
- Aperçus économiques et chimiques sur l'extraction du sucre de betteraves, considérée sous les rapports de l'économie domestique et de l'économie manufacturière, Paris : Colas, 1811
- Moyens de prévenir le retour des disettes sur Gallica.
- De la goutte et du rhumatisme, Paris : Colas, 1824 ; dt. Neue Heilmethode der Gicht und des Rheumatismus durch praktische Erfahrungen bewährt : nebst einer allg. fasslichen Anweisung von J. H. Cloquet und C. Giraudy zur rationellen Behandlung dieser Krankheiten, um den Schmerz zu lindern, und das Uebel zu heben, Ilmenau : Voigt, 1826
- Le prix du pain en 1812, introduction par Guy Thuillier, dans Études et Documents, t. V, p. 547-549, Paris, Comité pour l'histoire économique et financière de la France, 1993.

## Source
Cet article comprend des extraits du Dictionnaire Bouillet. Il est possible de supprimer cette indication, si le texte reflète le savoir actuel sur ce thème, si les sources sont citées, s'il satisfait aux exigences linguistiques actuelles et s'il ne contient pas de propos qui vont à l'encontre des règles de neutralité de Wikipédia.
- Vaquier (André), « Un philanthrope méconnu, Cadet de Vaux », in Paris et Ile-de-France. Mémoires publiés par la fédération des Sociétés historiques…, t.IX, 1957-1958, p. 365-466.